# André Bouler
 (septembre 2011).
Si vous disposez d'ouvrages ou d'articles de référence ou si vous connaissez des sites web de qualité traitant du thème abordé ici, merci de compléter l'article en donnant les références utiles à sa vérifiabilité et en les liant à la section « Notes et références ».
André Bouler, né le 17 juin 1924 à Quimperlé et mort le 4 juillet 1997 à Paris 7e, est un père jésuite et peintre français.

## Biographie
Il peint dès l'enfance et dès 1939 exécute à l'huile les portraits de sa famille, des amis, des voisins et aussi les mêmes paysages que Gauguin, quarante années plus tôt, peignait entre Pont-Aven et Le Pouldu.
Très tôt, un peintre, Émile Compard, lui enseigne la leçon de l'impressionnisme qu’il n'oubliera plus. Aussi s'étonne-t-il que Jean Bazaine, du même avis que P. Couturier, directeur de l'Art sacré et l'abbé Morel, amis de Georges Rouault et de Picasso, le dirigent vers l'atelier de Fernand Léger. Il y passe deux années (1949-1951). Forte influence du patron qui lui inculque le sens du monumental, de la force-plastique. Quand progressivement revenu des à-plats cernés de noir, propre à Léger, il retrouve la vibration colorée qui caractérise sa peinture désormais non figurative, il privilégie une structure de construction, parfois secrète, mais toujours solidement installée sous les miroitements les plus subtils. D'où, chez cet admirateur de Claude Monet, Pierre Bonnard, Jean Bazaine, une toujours vive reconnaissance pour son maître Léger.
Il entreprend des études théologiques chez les jésuites en 1943 et est ordonné prêtre en 1955.

## Œuvres dans les collections publiques
On lui doit plusieurs vitraux, notamment pour les églises de Saint-Laurent de Lambézellec, ou Sainte-Thérèse à Brest, celle de Notre-Dame de la mer à Bénodet, mais aussi la chapelle Notre-Dame de la Paix au Pouldu.
- Pont-L'Abbé, église : une bannière, 1956;
- Sainte-Anne-d'Auray, basilique Sainte-Anne d'Auray : une bannière, 1954.

## Expositions

### Expositions collectives
- André Bouler, José Charlet, Éliane Diverly, Elvire Jan, Germaine Lacaze, Galerie Kaganovitch, Paris, 1982.

### Expositions personnelles
Une exposition lui est consacrée pendant l'été 2014 dans sa ville natale de Quimperlé à la Maison des Archers du 31 mai au 15 septembre, commissaire André Cariou, ancien directeur du musée des beaux-arts de Quimper.